# كنيسة سيرجيف كازان (كراسنوبسك)
كنيسة سرجيف كازان (بالروسية: Серогиево-Казанский храм) هي كنيسة أرثوذكسية روسية في كراسنوبسك في مقاطعة نوفوسيبيرسك، روسيا.

## تاريخ
شييدت الكنيسة في الفترة من عام 1996 إلى عام 2012، وكرست عام 2012.

## صالة عرض

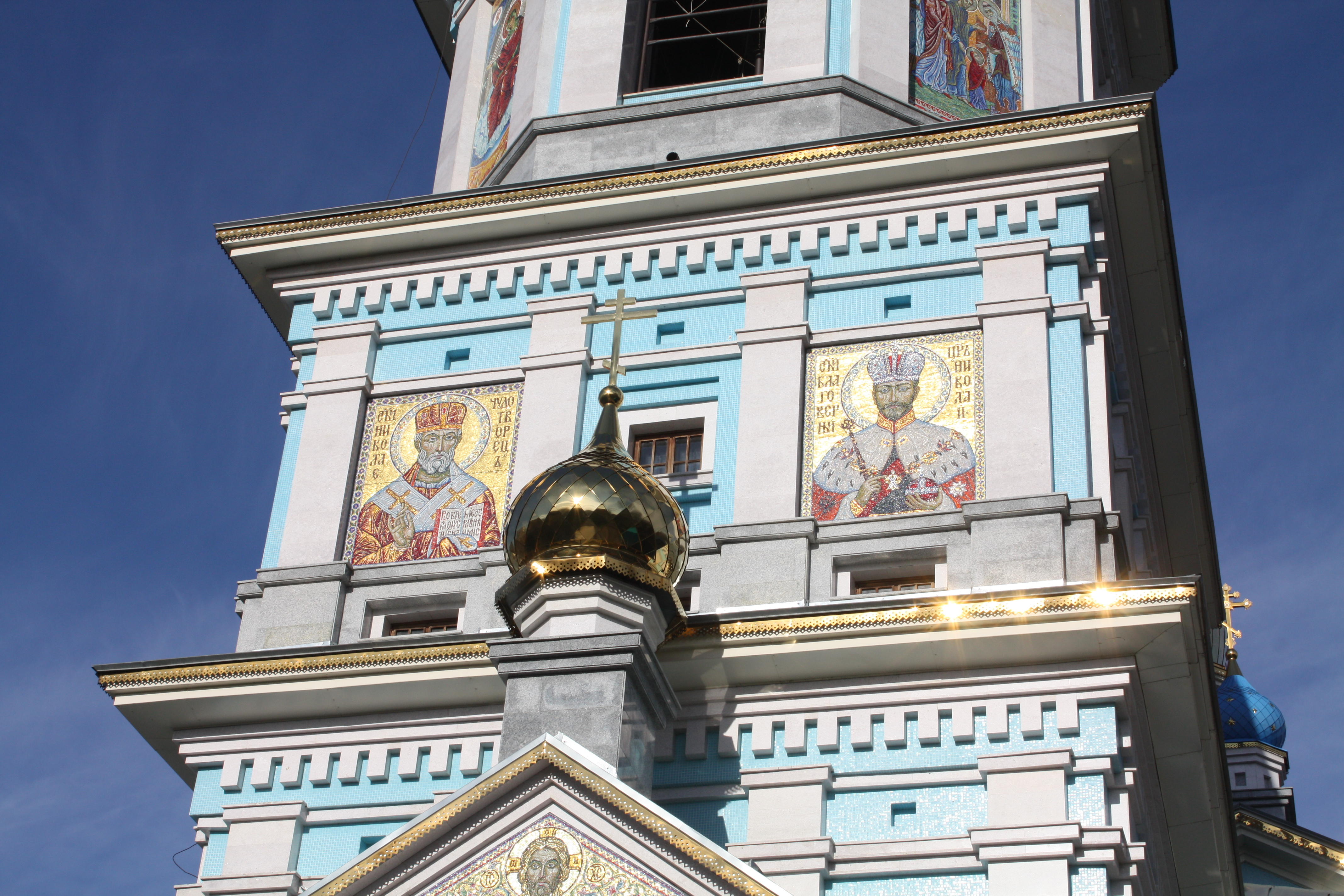
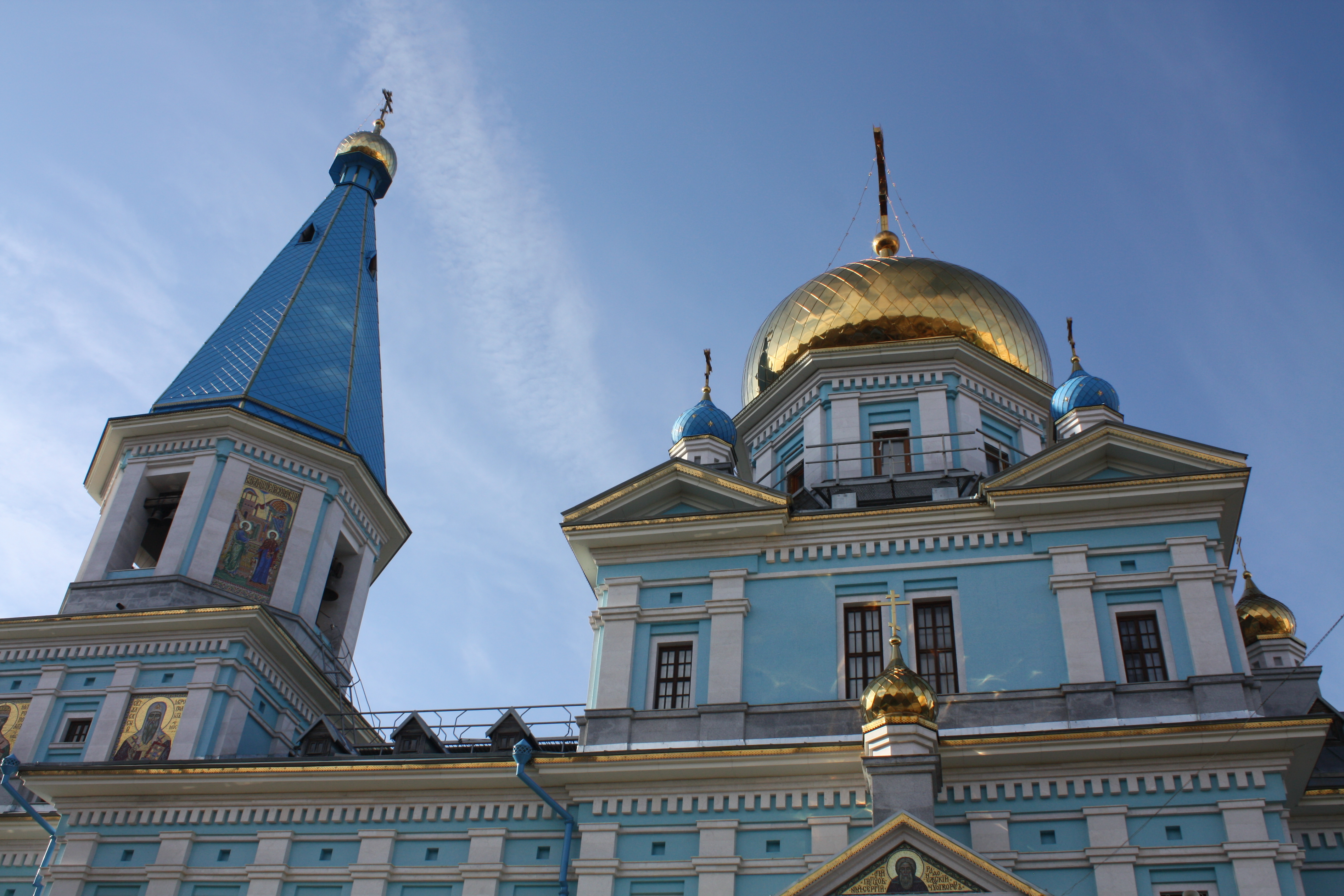
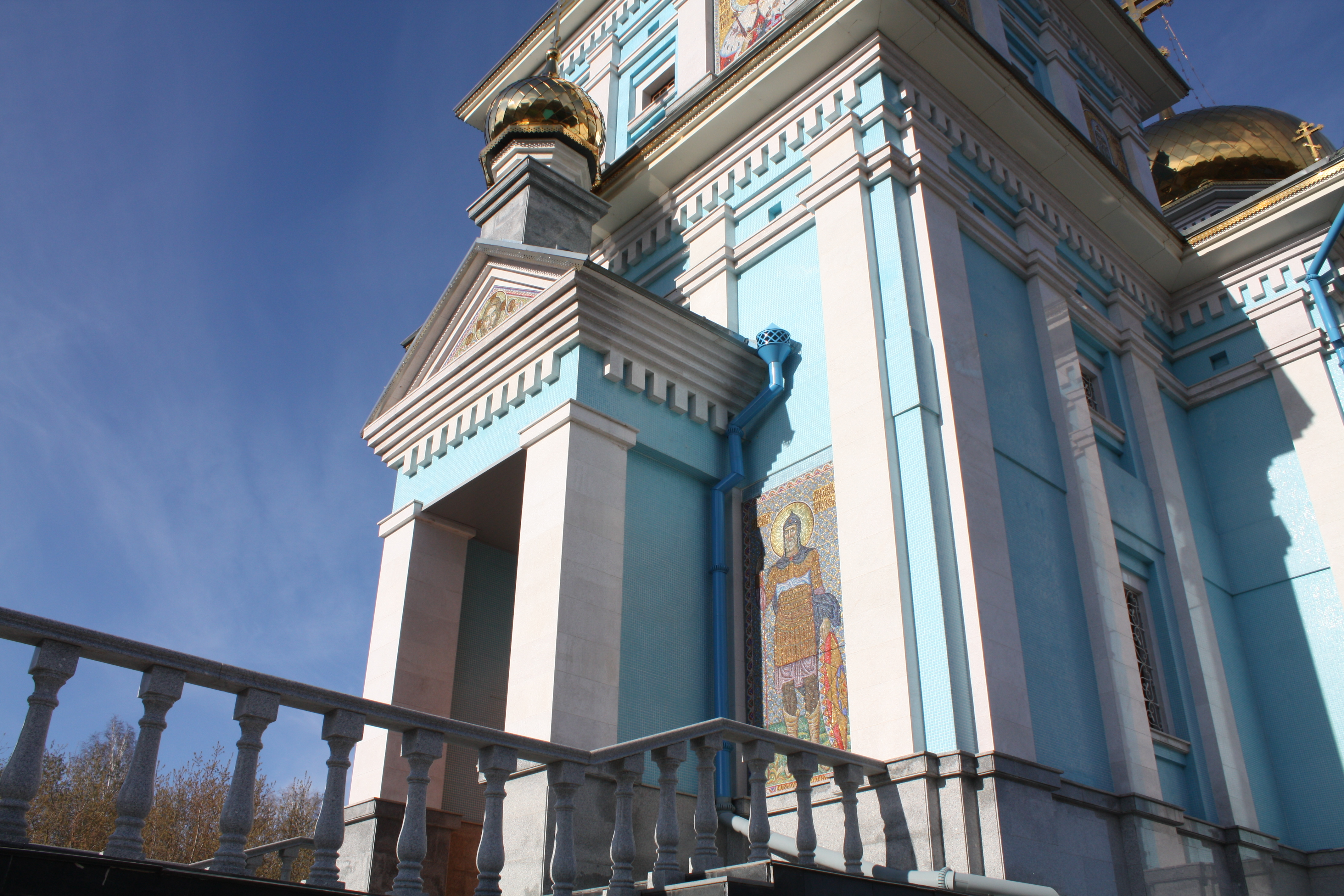